# Ruisseau du Bernazobre
Le Bernazobre est une rivière du sud de la France affluent du Sor sous-affluent de l'Agout du Tarn et de la Garonne.

## Géographie
De 24,9 km de longueur, le Bernazobre prend sa source dans la montagne Noire sur la commune des Escoussens. Elle collecte les eaux du ruisseau du Mouscaillou dans la commune de Labruguière, et celle du ruisseau de Rasigous près de Viviers-lès-Montagnes, avant de se jeter dans le Sor, sur la commune de Cambounet-sur-le-Sor.

## Hydronyme
D'après E. Nègre, ce nom provient de Vernodubrum, bâti sur le gaulois verno (aulne) et dubro (cours d'eau, rivière).

## Départements et communes traversés
- Tarn : Escoussens - Labruguière - Viviers-lès-Montagnes - Cambounet-sur-le-Sor - Navès - Saint-Affrique-les-Montagnes

## Principaux affluents
- Ruisseau du Mouscaillou, 8,4 km
- Ruisseau de l'Esquirol, 4,9 km
- Ruisseau Grantès, 7 km
- Ruisseau du Perche, 10,5 km